# 스톡홀름 회복센터
스톡홀름 회복센터는 스웨덴의 환경 과학 연구소이다.

## 같이 보기
- 환경과학
- 기후 변화에 관한 정부간 패널